# Saint-Agnan, Tarn

Saint-Agnan este o comună în departamentul Tarn din sudul Franței. În 2009 avea o populație de 225 de locuitori.

## Evoluția populației
| An        | 1975 | 1982 | 1990 | 1999 | 2006 | 2009 |
| --------- | ---- | ---- | ---- | ---- | ---- | ---- |
| Populație | 104  | 86   | 112  | 161  | 211  | 225  |